# 葛飾区立亀青小学校
葛飾区立亀青小学校（かつしかくりつ かめあおしょうがっこう）は、東京都葛飾区青戸にある公立小学校である。

## 沿革
- 江戸時代末期、寺小屋教育が宝持院で行われていた。
- 1872年（明治5年） - 学制発布に伴い青砥村115番地、宝持院にて育幼社として開校（葛飾区内初の小学校）[1]。
- 1873年（明治6年） - 「第四番小学青砥学校」（公立青砥学校）[1]。
- 1875年（明治8年） - 「亀有学校」（恵明寺）と「青砥学校」（山崎久蔵宅）に分かれる[1]。
- 1889年（明治22年） - （亀有村、青砥村、砂原村が合併し亀青村が出来る）
- 1892年（明治25年） - 「亀有学校」「青砥学校」が合併し「亀青尋常小学校」（宝寺院にて）[1]。
- 1920年（大正9年） - 「亀青尋常高等小学校」（高等科併置、宝持院を引き払い新築校舎）[1]。
- 1943年（昭和18年） - 「亀青国民学校」（国民学校令）[1]。
- 1947年（昭和22年） - 「東京都葛飾区立亀青小学校」（学制改革、高等科廃止）[1]。
- 1948年（昭和23年） - 亀青小内に亀有中学校ができる[1]（キャサリン台風で建築中の校舎が流されてしまったため）。
- 1996年（平成8年） - 「葛飾区立亀青小学校」[1]。

七回の校名変更がある
分校
- 1874年（明治7年） - 現・本田小学校[1]
- 1948年（昭和23年） - 現・道上小学校[1]
- 1951年（昭和26年） - 現・中之台小学校（道上小学校分校）[2]
- 1953年（昭和28年） - 現・白鳥小学校[1]

## 交通アクセス
- 最寄駅：JR常磐線亀有駅、京成電鉄青砥駅[3]

## 教育目標
郷土愛や豊かな心の育成 
- たてわり活動
1年生から6年生の異年齢集団によるたてわり班活動
・かめっこタイム（朝の時間のたてわりグループ遊び）　・全校遠足　・つくってあそぼう集会　・給食交歓会
など、6年生をリーダーとして、学年を超えて一緒に活動する。その中で、お互いを思いやったり、認め合う気持ちを育む。

- なかよし学級との交流
学校行事や普段の学習の中で、可能な限り一緒に活動する。
- 地域行事への参加
亀有地区のロードレース大会
かつしかスポーツフェスティバル、亀有ふれあい祭り、両津勘吉祭り姿銅像除幕式（演奏・よさこいソーランの踊り）

## 学級数
- 19学級となかよし学級4学級が置かれている（令和2年5月1日現在）[4]。

## その他
- 5年次には、臨海学校として千葉県の岩井へ宿泊。6年次には、林間学校として栃木県の日光へ宿泊。

## 関係者

### 出身者
- 秋本治（漫画家）
- 青木克徳（葛飾区長）
- 武井壮（タレント）

### 教職員
- 岩辺泰吏（教育評論家）